# Michael Larrabee
Michael Denny Larrabee (ur. 2 grudnia 1933 w Hollywood, zm. 22 kwietnia 2003 w Santa Maria) – amerykański lekkoatleta sprinter specjalizujący się w biegu na 400 metrów, dwukrotny mistrz olimpijski z Tokio z 1964.
Wychował się w Ventura. Jego kariera lekkoatletyczna w latach 50. była często przerywana kontuzjami. Szczyt formy osiągnął w 1964 w wieku 30 lat. Zdobył wówczas mistrzostwo Stanów Zjednoczonych (AAU) w biegu na 400 metrów. Na Igrzyskach Olimpijskich w Tokio najpierw wygrał bieg na 400 metrów z czasem 45,1 s. (wyprzedzając Wendella Mottleya z Trynidadu i Tobago i Polaka Andrzeja Badeńskiego), a następnie wraz z kolegami (Ollan Cassell, Ulis Williams i Henry Carr) zwyciężył w sztafecie 4 × 400 metrów bijąc rekord świata wynikiem 3:00,7.
Po 1964 pracował jako nauczyciel matematyki, prowadził firmę dystrybucyjną napojów, a także był przedstawicielem handlowym Adidasa.
W 2001 zdiagnozowano u niego raka trzustki. Lekarze dawali mu tylko kilka tygodni życia, ale dzięki chemioterapii przeżył jeszcze 2 lata. Zmarł w 2003 w wieku 69 lat.
Rekordy życiowe:
- bieg na 100 m – 10,5
- bieg na 200 m – 21,0
- bieg na 400 metrów – 44,9 s (12 września 1964, Los Angeles)